# Reichsrevolver M. 79

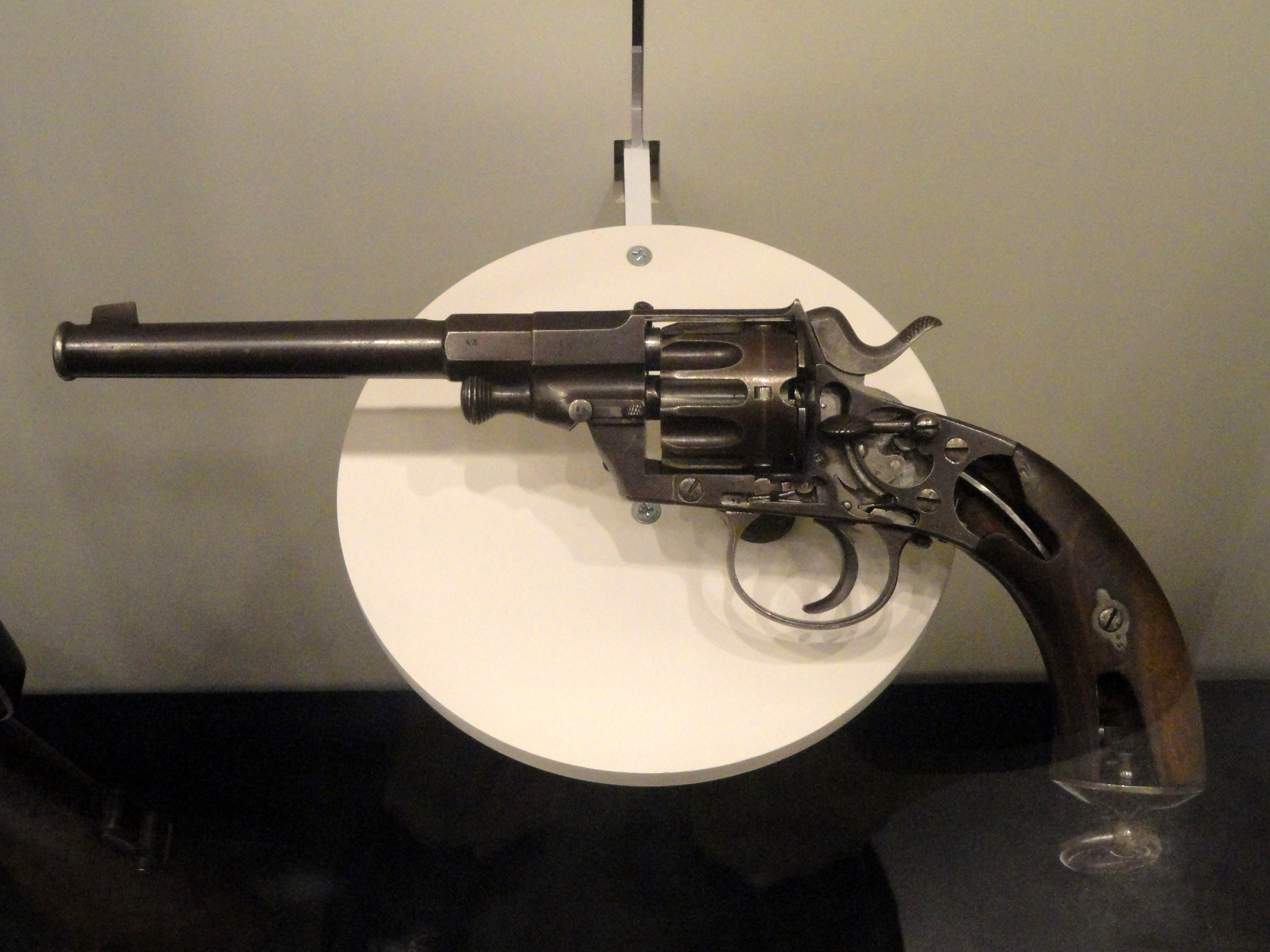
Un Reichsrevolver M. 79.

Le Reichsrevolver M.79, ou Commission Revolver, est le seul revolver à avoir été adopté par l’armée allemande. Il en existe deux versions : le 1879 et le 1883. Le Reichsrevolver a été remplacé en 1908 par le Luger P08.

## Présentation
Ce revolver possède une carcasse fermée. Il est muni d’une sécurité manuelle (face gauche) superflue. Il fonctionne en simple action.  L’arme ne dispose pas d’extracteur. Sa portière de chargement est à droite. Les organes de visée sont fixes. Il est fabriqué en acier usiné et ses plaquettes de crosse (lisses) sont réalisées en bois. Son barillet est cannelé.

## Production et diffusion
Il fut produit par l’arsenal d’Erfurt et des firmes privées (Dreyse, Mauser, Schilling & Haenel et Sauer & Sohn). Il a été employé dans l’Empire colonial allemand et durant la Première Guerre mondiale. Le M79, à ne pas confondre avec le lance-grenade américain M79, est réglementaire dans la Cavalerie pour les officiers.
- Munition : 10,6 mm Mle 1879, la mention 10,55 est visible sur le haut du canon.
- Longueur : 34 cm
- Canon : 18 cm
- Masse : 1,29 kg
- Barillet : 6 cartouches

## Sources francophones
Cette notice est la synthèse des ouvrages suivants :
- J. Huon, Les Armes allemandes (1870-1945), Cépaduès, 1993